# Woensdag (film)
Woensdag is een Nederlandse horrorfilm uit 2005, en kreeg ook de titel mee Woensdag Gehaktdag. Hij beleefde zijn première op 16 juni 2005 in twee zalen. Het is inmiddels een cultfilm in het horror-ondergrondcircuit en werd in het najaar van 2005 vertoond op het festival Nacht van de Wansmaak. Eind oktober 2006 werd de film op dvd uitgebracht.

## Verhaal
Op de televisie begint een nieuwe realityshow, Camp Slasher genaamd. Er worden acht personen in een bos gedropt en die moeten op hun manier het bos uit zien te komen. Als het ze lukt, winnen ze een prijs en als dat niet lukt op een gruwelijke manier de dood ingejaagd want ze worden achtervolgd door een man (die erg lijkt op Leatherface uit The Texas Chainsaw Massacre).

## Rolverdeling
- Sjanett de Geus - Leanne Beekveld
- Marisa Goedhart - Vera de Jong
- Reine Rek - Marieke Ouwerling
- Ronald van den Burg - Erik Faber
- William van der Voort - Matthijs van Weert
- Cêfas Hoofs - Tom Cranen
- Nadia Huffmeijer - Jennifer Moonen
- Corne Heijboer - Kevin van Noordhof
- Laura Molenaar - Reizend meisje
- Max Smulders - Zoontje Matthijs
- Ivan McGyver - Vriend van Vera